# Baeacis pallidistigma
Baeacis pallidistigma är en stekelart som beskrevs av Granger 1949. Baeacis pallidistigma ingår i släktet Baeacis och familjen bracksteklar. Inga underarter finns listade.